# Lucas Hufnagel
Lucas Hufnagel (Monaco di Baviera, 29 gennaio 1994) è un ex calciatore tedesco naturalizzato georgiano, di ruolo centrocampista.

## Caratteristiche tecniche
È un centrocampista centrale.

## Carriera

### Club
Cresciuto nelle giovanili dell'Unterhaching, ha esordito in prima squadra il 6 aprile 2013 in occasione di una gara casalinga vinta 2-1 contro il Karlsruhe.

### Nazionale
Nato e cresciuto in Germania, ma possedente della doppia cittadinanza grazie alle discendenze georgiane della madre, decide di rappresentare quest'ultima debuttando in nazionale maggiore l'11 novembre 2015 in un'amichevole persa 3-0 contro l'Estonia.

## Statistiche

### Presenze e reti nei club
Statistiche aggiornate al 19 ottobre 2022.
| Stagione            | Squadra             | Campionato          | Campionato | Campionato | Coppe nazionali | Coppe nazionali | Coppe nazionali | Coppe continentali | Coppe continentali | Coppe continentali | Altre coppe | Altre coppe | Altre coppe | Totale | Totale | Totale |
| Stagione            | Squadra             | Comp                | Pres       | Reti       | Comp            | Pres            | Reti            | Comp               | Pres               | Reti               | Comp        | Pres        | Reti        | Pres   | Reti   |        |
| ------------------- | ------------------- | ------------------- | ---------- | ---------- | --------------- | --------------- | --------------- | ------------------ | ------------------ | ------------------ | ----------- | ----------- | ----------- | ------ | ------ | ------ |
| 2012-2013           | Unterhaching        | 3L                  | 1          | 0          | CG              | 0               | 0               |                    | -                  | -                  |             | -           | -           | 1      | 0      |        |
| 2013-2014           | Unterhaching        | 3L                  | 18         | 1          | CG              | 0               | 0               |                    | -                  | -                  |             | -           | -           | 18     | 1      |        |
| 2014-2015           | Unterhaching        | 3L                  | 29         | 3          | CG              | 0               | 0               |                    | -                  | -                  |             | -           | -           | 29     | 3      |        |
| 2015-2016           | Friburgo            | 2B                  | 19         | 1          | CG              | 2               | 0               |                    | -                  | -                  |             | -           | -           | 21     | 1      |        |
| 2016-gen. 2017      | Friburgo            | 1B                  | 0          | 0          | CG              | 0               | 0               |                    | -                  | -                  |             | -           | -           | 0      | 0      |        |
| Totale Friburgo     | Totale Friburgo     | Totale Friburgo     | 19         | 1          |                 | 2               | 0               |                    | -                  | -                  |             | -           | -           | 21     | 1      |        |
| gen.-giu. 2017      | Norimberga          | 2B                  | 10         | 0          | CG              | 0               | 0               |                    | -                  | -                  |             | -           | -           | 10     | 0      |        |
| 2017-2018           | Norimberga          | 2B                  | 6          | 0          | CG              | 0               | 0               |                    | -                  | -                  |             | -           | -           | 6      | 0      |        |
| Totale Norimberga   | Totale Norimberga   | Totale Norimberga   | 16         | 0          |                 | 0               | 0               |                    | -                  | -                  |             | -           | -           | 16     | 10     |        |
| 2018-2019           | Unterhaching        | 3L                  | 28         | 3          | CG              | 0               | 0               |                    | -                  | -                  |             | -           | -           | 28     | 3      |        |
| 2019-2020           | Unterhaching        | 3L                  | 34         | 2          | CG              | 0               | 0               |                    | -                  | -                  |             | -           | -           | 34     | 2      |        |
| 2020-2021           | Unterhaching        | 3L                  | 24         | 1          | CG              | 0               | 0               |                    | -                  | -                  |             | -           | -           | 24     | 1      |        |
| Totale Unterhaching | Totale Unterhaching | Totale Unterhaching | 134        | 10         |                 | 0               | 0               |                    | -                  | -                  |             | -           | -           | 134    | 10     |        |
| 2021-2022           | Donaustauf          | OB                  | 33+2       | 7          | CG              | 0               | 0               |                    | -                  | -                  |             | -           | -           | 35     | 7      |        |
| 2022-2023           | Donaustauf          | OB                  | 13         | 6          | CG              | 0               | 0               |                    | -                  | -                  |             | -           | -           | 13     | 6      |        |
| Totale Donaustauf   | Totale Donaustauf   | Totale Donaustauf   | 48         | 13         |                 | 0               | 0               |                    | -                  | -                  |             | -           | -           | 48     | 13     |        |
| Totale carriera     | Totale carriera     | Totale carriera     | 217        | 24         |                 | 2               | 0               |                    | -                  | -                  |             | -           | -           | 219    | 24     |        |

### Cronologia presenze e reti in nazionale
| Cronologia completa delle presenze e delle reti in nazionale ― Georgia | Cronologia completa delle presenze e delle reti in nazionale ― Georgia | Cronologia completa delle presenze e delle reti in nazionale ― Georgia | Cronologia completa delle presenze e delle reti in nazionale ― Georgia | Cronologia completa delle presenze e delle reti in nazionale ― Georgia | Cronologia completa delle presenze e delle reti in nazionale ― Georgia | Cronologia completa delle presenze e delle reti in nazionale ― Georgia | Cronologia completa delle presenze e delle reti in nazionale ― Georgia |
| Data                                                                   | Città                                                                  | In casa                                                                | Risultato                                                              | Ospiti                                                                 | Competizione                                                           | Reti                                                                   | Note                                                                   |
| ---------------------------------------------------------------------- | ---------------------------------------------------------------------- | ---------------------------------------------------------------------- | ---------------------------------------------------------------------- | ---------------------------------------------------------------------- | ---------------------------------------------------------------------- | ---------------------------------------------------------------------- | ---------------------------------------------------------------------- |
| 11-11-2015                                                             | Tallinn                                                                | Estonia                                                                | 3 – 0                                                                  | Georgia                                                                | Amichevole                                                             | -                                                                      | 68’                                                                    |
| 9-10-2017                                                              | Belgrado                                                               | Serbia                                                                 | 1 – 0                                                                  | Georgia                                                                | Qual. Mondiali 2018                                                    | -                                                                      | 86’                                                                    |
| Totale                                                                 |                                                                        | Presenze                                                               | 2                                                                      |                                                                        | Reti                                                                   | 0                                                                      |                                                                        |

## Palmarès

### Club
- Campionato tedesco di seconda divisione: 1

Friburgo: 2015-2016